# Ölands kommunalförbund
Ölands kommunalförbund är ett kommunalförbund med Borgholm och Mörbylånga som medlemmar, i
syfte att samarbete för räddningstjänst och turism. Kommunalförbundet bildades 1970 och är huvudman för Räddningstjänsten Öland sedan 1991 och för Ölands Turistbyrå.